# Bugganipalle
Bugganipalle è una suddivisione dell'India, classificata come census town, di 11.470 abitanti, situata nel distretto di Kurnool, nello stato federato dell'Andhra Pradesh. In base al numero di abitanti la città rientra nella classe IV (da 10.000 a 19.999 persone).

## Società

### Evoluzione demografica
Al censimento del 2001 la popolazione di Bugganipalle assommava a 11.470 persone, delle quali 5.848 maschi e 5.622 femmine. I bambini di età inferiore o uguale ai sei anni assommavano a 1.398, dei quali 714 maschi e 684 femmine. Infine, coloro che erano in grado di saper almeno leggere e scrivere erano 6.615, dei quali 4.111 maschi e 2.504 femmine.